# Danmark i olympiska sommarspelen 1908
Danmark deltog med 101 deltagare vid de olympiska sommarspelen 1908 i London. Totalt vann de fem medaljer och slutade på sextonde plats i medaljligan.

## Medaljer

### Silver
- Fotbollslandslaget herrar (Peter Marius Andersen, Magnus Beck, Ødbert E. Bjarnholt, Harald Bohr, Charles Buchwald, Ludvig Drescher, Johannes Gandil, Harald Hansen, Knud Hansen, August Lindgren, Einar Middelboe, Kristian Middelboe, Nils Middelboe, Sophus Nielsen, Oskar Nielsen, Bjørn Rasmussen och Vilhelm Wolfhagen)
- Ludvig Dam - Simning, 100 m ryggsim

### Brons
- Anders Andersen - Brottning, grekisk-romersk stil, 73 kg
- Carl Jensen - Brottning, grekisk-romersk stil, 93 kg
- Søren Marinus Jensen - Brottning, grekisk-romersk stil, 93+ kg